# Švičko jezero
Švičko jezero je prirodno jezero na rijeci Gackoj u Hrvatskoj. Nalazi se u Ličko-senjskoj županiji, u blizini sela Švica, po kojem je dobilo ime. Površina iznosi 56 214 m². U jezeru žive bijele ribe, kao što su šarani i linjaci. Ribolov u jezeru je dozvoljen.